# Анатахан
Анатахан (англ. Anatahan) — остров в архипелаге Марианские острова в Тихом океане. Принадлежит Северным Марианским Островам и входит в состав муниципалитета Северные острова.

## География

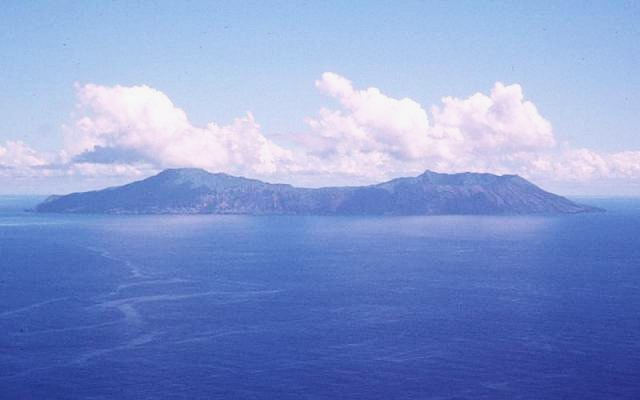
Вид на остров с океана

Остров Анатахан расположен в центральной части архипелага Марианские острова. Омывается водами Тихого океана. В 53 км к северо-востоку от острова расположен остров Сариган, в 53 км к юго-востоку — остров Фаральон-де-Мединилья. Ближайший материк, Азия, находится в 2700 км.
Остров Анатахан, как и другие Марианские острова, имеет вулканическое происхождение и состоит из двух параллельных вулканов. Центральная часть острова более низменна, чем боковые стороны, представляющие собой кальдеры вулканов. Крупнейшая из них, расположенная в западной части Анатахана, имеет размеры 2,3×3 км. Первое зарегистрированное извержение произошло 11 мая 2003 года, и оно привело к образованию нового кратера на восточной кальдере. Рельеф острова гористый с крутыми склонами и глубокими ущельями. Длина острова составляет около 9 км, ширина — 3 км. Высшая точка острова достигает 787 м. Площадь Анатахана составляет 31,21 км².
Климат влажный тропический. Остров подвержен вулканическим извержениям и циклонам.
На верхних склонах вулканов и дне некоторых кратеров расположились луга и временные озёра, а в ущельях — тропические леса.

## История
Европейским первооткрывателем острова стал испанец, католический миссионер Диего Луис де Санвиторес (исп. Diego Luis de Sanvitores), открывший Анатахан в 1668 году. Остров впоследствии стал владением Испании.
12 февраля 1899 года Марианские острова были проданы Испанией Германии. В 1902 году, в ходе исследования острова, германским администратором Георгом Фрицем (нем. Georg Fritz) было найдено несколько хижин, принадлежавших каролинцам, которые производили на Анатахане копру; следов пребывания на острове представителей народа чаморро найдено не было. В германский период жители, населявшие остров, занимались в основном производством копры. С 1907 года Анатахан был частью Германской Новой Гвинеи, подчиняясь окружному офицеру Каролинских островов.
14 октября 1914 года Марианские острова были оккупированы японцами, и с 1914 по 1944 года остров был населён небольшой группой каролинцев и японцев, которые работали на кокосовых плантациях. В 1920 году над Анатаханом был установлен мандат Лиги Наций. В 1944 году на острове высадились 32 человека с затонувшего японского судна, которые были спасены только в 1951 году.

## Население
В 1990 году все местные жители, 23 человека, были эвакуированы из-за угрозы вулканического извержения.
В настоящее время остров необитаем.

## Галерея

Изображения
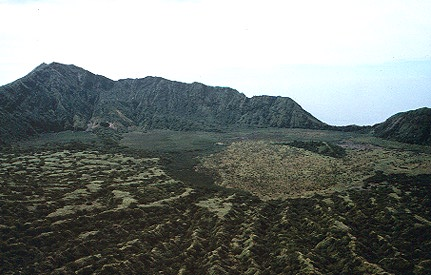
Вид на обе кальдеры острова
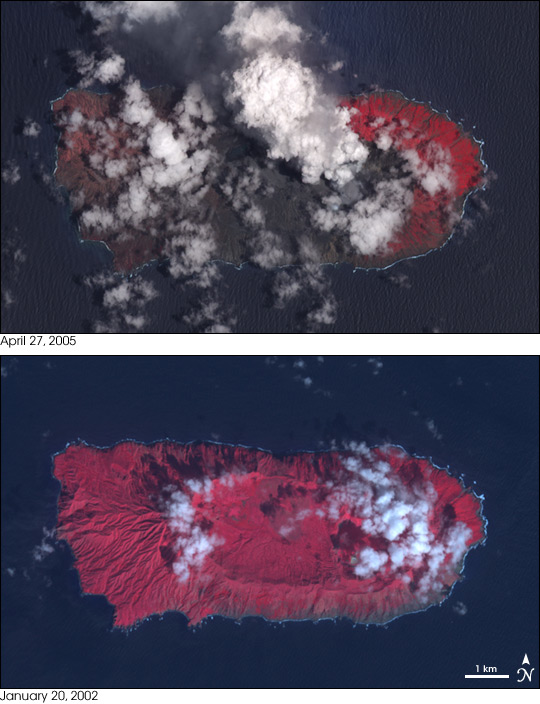
Космический снимок Анатахана
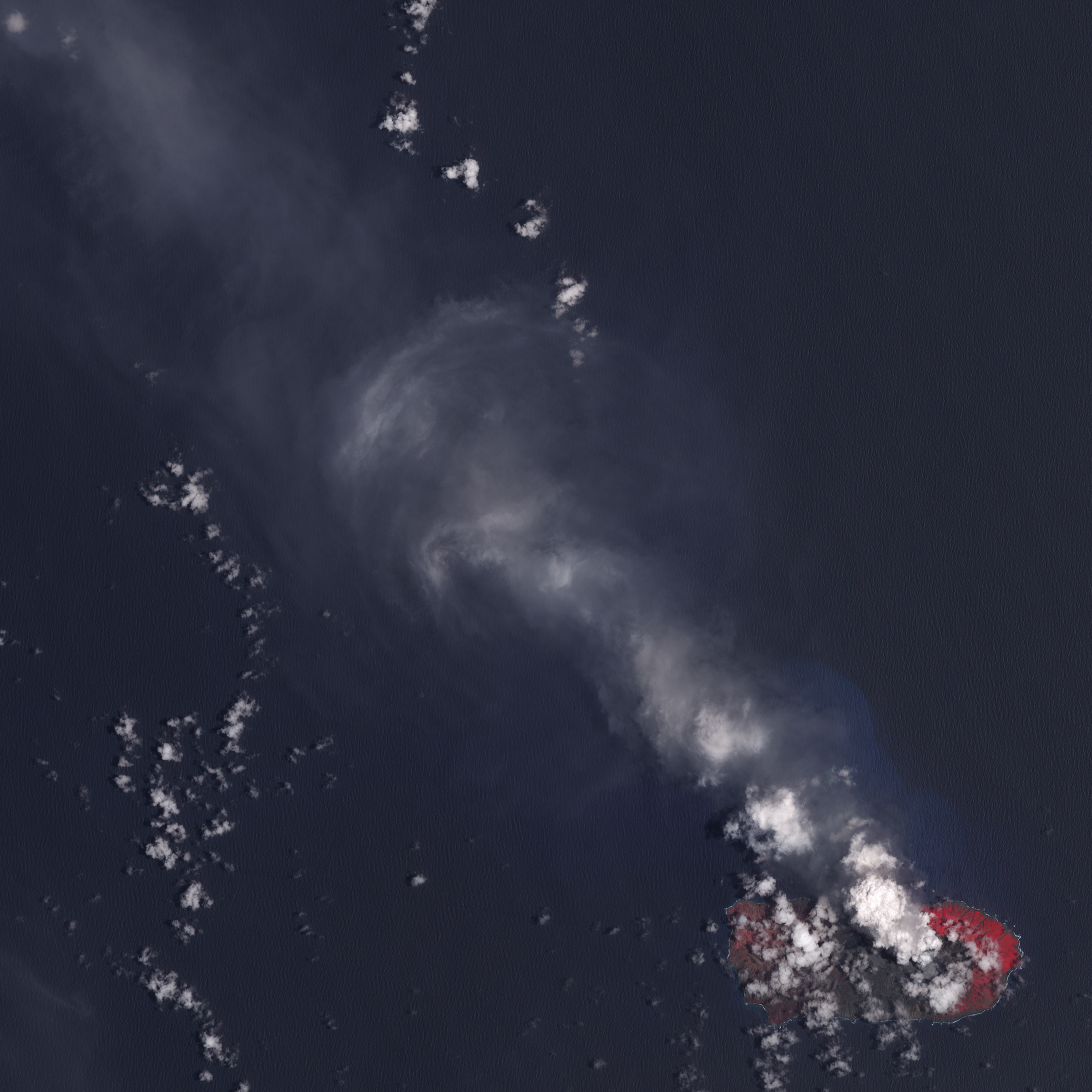
Пепел, выброшенный в атмосферу во время вулканического извержения